# Dubbele Bellefleur
Dubbele Bellefleur  is een appelras. Dit appelras heet ook wel Ossekop. Er bestaan verschillende appelrassen met de aanduiding Bellefleur (Brabantse Bellefleur, Drentse Bellefleur).
Malus domestica 'Dubbele Bellefleur' geldt als een oud ras dat al enkele eeuwen bestaat. De appel is middelgroot en 'bonkig' van vorm, en rood met geel of rood met groen van kleur. De appel is minder geschikt als handappel maar zeer geschikt voor appelmoes, en wordt ook voor sap gebruikt. De smaak is zoetzuur.
De appelbomen hebben een brede, statig ogende kroon. Ze worden op verschillende plaatsen in Nederland en België gekweekt en het ras is niet veeleisend, zodat de bomen ook op zandgronden groeien. Het ras is niet (voldoende) zelfbestuivend.